# 田生芝
田生芝（？—？），號瑞陽。湖廣麻城縣（今湖北省麻城市）人，晚明官員。

## 生平
田生芝是萬曆二十八年（1600年）庚子科舉人，萬曆四十四年（1616年）考中丙辰科三甲進士。萬曆四十六年（1618年），任順天府固安縣知縣，為人“長厚廉靜”，民眾為其建祠。四十六年順天同考，四十七年調密雲縣，任內力行海運，方便運餉。天啓元年升吏部验封司主事，二年調考功司、文选司主事，升本司员外郎、稽勋司郎中，三年轉河南布政司右参政，分守大梁道，歷本省按察使。天启六年閏六月，升本省右布政使，分守河南。本年升南京光祿寺少卿、正卿。七年官至南京通政使。告病歸。

## 家族
曾祖田學儒。祖父田全，庠生。父田可東，封文林郎御史。
弟田生金，萬曆三十二年甲辰科進士。官至太僕寺卿。田生蘭，萬曆丙午舉人。